# 岩崎ひろみ
岩崎 ひろみ（いわさき ひろみ、1976年〈昭和51年〉11月23日 - ）は、日本のタレント、女優である。本名、吉田 ひろみ（よしだ ひろみ）。旧姓、岩崎。
千葉県八千代市出身。2021年6月までスターダストプロモーション所属。夫は俳優の吉田メタル。スリーサイズはB90・W60・H92。

## 略歴
生後半年にして、NHK銀河テレビ小説『女の一生』で子役デビュー。あまり泣かなかったことから重宝されていたという。
3歳の時に自分の意志で入った劇団若草に在籍中、映画『木村家の人びと』で映画デビュー。中学1年生の時にはミュージカル『アニー』で主役を務め、話題の子役となる。
1996年放送のNHK連続テレビ小説『ふたりっ子』で双子のヒロインの1人・野田香子役を務める（少女時代は当時子役の三倉佳奈）。将棋の初の女性プロ棋士を目指す役柄だった縁もあり、のちにNHK教育の将棋番組「将棋フォーカス」の司会を担当した。
学習院女子短期大学人文学科国語専攻卒業。
その後はバラエティ番組に多く出演しているが、その中でもよみうりテレビ『ひろみっ』（関西ローカル）では永田杏奈、羽田実加との共演でメインパーソナリティーを務め、2002年からは元フジテレビアナウンサーの近藤サトとともに、TBSラジオで『ラ・ラ・ラ♪日ようび』のパーソナリティを務める。
私生活では、2006年7月にミュージカル『ピーターパン』での共演で知り合った劇団☆新感線所属の俳優・吉田メタルと1年足らずの交際期間を経て2007年4月15日に結婚。岩崎自身の誕生日と同じ同年11月23日には第1子となる女児を出産し、2010年11月7日には第2子となる女児を出産した。2018年6月7日、第3子女児を出産。
2013年のテレビ朝日『仮面ライダー鎧武』では、共演シーンこそなかったものの夫婦で出演した。
2021年7月1日、前月いっぱいで21年間在籍していた所属事務所スターダストプロモーションを退所したことを報告した。

## 人物
- 名前の読みが歌手の岩崎宏美と全く同じであるが、出生当時に人気があった岩崎宏美にちなんだ[9]。通常このような場合は別の芸名をつけるのが芸能界の慣例であるが（白木万理と同じ読みの本名を避けた白都真理などの例がある）、本格デビューしていく時期に岩崎宏美が、益田宏美と改名していたこともあって本名のまま通すことになった。結婚後の本名は吉田ひろみとなり、夫の吉田メタルの母と同姓同名となった。
- 実家は地元では有名なラーメン屋（八千代台駅前「パンケ」）で、店内には過去に出演した作品のポスターが何枚も貼られている。札幌味噌ラーメンがメインであり、父は北海道で店を経営していたこともある。
- 麻雀を打つ。千葉の実家には全自動麻雀卓があり、家族の影響と思われる。
- 兄は交通事故などを専門とする行政書士（自身のブログより）。
- 声優の飯塚雅弓とは幼馴染みである。
- 子供の頃は待望の女の子で生まれ、過保護に育てられたため人前に出るのが苦手で、家の中がどちらかというと好きで、外遊びの場所も自営業で両親が忙しく目の届きやすい家のすぐそばの公園が多かった[10]。
- 最も影響を受けた本は「人間失格」。松本大洋の漫画にもはまっていたことがあり、彼の影響も受けた[11]。
- かつて子どもをK.インターナショナルスクール東京に通わせていた関係で、解任された元理事長[12]と江角マキコの騒動後も元理事長と連絡を取り合っていたことから、江角マキコと同校元理事長の子女3名との裁判に同校側の証拠として陳述書を提出していた[13]。

## 出演

### テレビドラマ
- 銀河テレビ小説 女の一生（1977年、NHK総合）
- 特捜最前線 第279回「誘拐・ホームビデオ挑戦状!」（1982年9月22日、テレビ朝日/東映）- なかはらちぐさ（6歳）
- 娘よ!お前は殺人者か!?（1983年、読売テレビ）
- 宮本武蔵（1984年、NHK総合）
- ザ・サスペンス「刑事・父と娘の果てしない旅」（1984年、TBS）
- 家庭の問題（1987年10月 - 1989年9月、1990年、TBS）
- 花も実もある（1990年、NHK総合）
- 水曜グランドロマン「捕手はまだか」（1990年、日本テレビ）
- NHK子どもパビリオン（1991年、NHK総合） - ちりめんじゃこの詩
- 火曜サスペンス劇場（日本テレビ）
  - 「疑惑法廷」（1991年）
  - 「救命救急センター4」（2002年） - 篠原周子
  - 「北ホテル2」（2004年） - 坂下美奈子
  - 「屋形船の女4」（2005年）- 吉野綾子
- もう一度春（1992年、TBS）
- デパート!秋物語 第3話（1992年、TBS）
- ホテルドクター 第9話（1993年、朝日放送/テレビ朝日）
- フジテレビヤングシナリオ大賞「飛べないオトメの授業中」（1994年、フジテレビ）
- 水戸黄門（TBS）
  - 第22部 第17話「正義で織った大島紬 -鹿児島-」（1993年） - 琴江 役
  - 第23部 第39話「白いお髭のお婿殿 -府中-」（1995年） - おくみ 役
  - 第28部 第30話「あばずれ娘と瀬戸の花嫁-宮島-」（2000年） - お秋、お夏 役（二役）
  - 第37部 第13話「藩を守った女剣士 -八戸-」（2007年） - 立花紅緒 役
- 土曜ワイド劇場（テレビ朝日）
  - 「西村京太郎トラベルミステリー 特急おおぞら殺人事件」（1994年） - 水島恵 役
  - 「事件8」（2000年6月24日） - 川村夏海 役
  - 「美人三姉妹の推理旅行2」（2007年6月30日） - 河瀬衣香 役
  - 「弁護士・茜沢翔子の人生相談承ります!」（2008年）
  - 「弁護士・森江春策の事件」  - 新島ともか 役
    - 裁判員法廷（2009年8月1日）
    - 殺人同窓会（2010年8月21日）

  - 「司法教官・穂高美子1」（2011年9月3日） - 白木由美
- 静かなるドン（1994年、日本テレビ）
- ハートにS「オトメの放課後・プラクラ編」（1995年、フジテレビ）
- 連続テレビ小説（NHK総合）
  - 走らんか!（1995年10月 - 1996年4月） - 北島竹子 役
  - ふたりっ子（1996年10月 - 1997年4月） - 主演・野田（森山）香子 役
  - 梅ちゃん先生（2012年4月 - 9月） - 三上康子 役
  - 梅ちゃん先生〜結婚できない男と女スペシャル〜（2012年10月13日・20日、NHK BSプレミアム） - 三上康子 役
  - とと姉ちゃん（2016年9月） - 小橋幸子
  - なつぞら（2019年4月） - 花村和子
- 大河ドラマ 毛利元就（1997年、NHK総合） -　みつ
- 月曜ドラマスペシャル（TBS）
  - 「赤川次郎サスペンス 冠婚葬祭殺人事件」（1997年8月25日） - 向井直子 役
  - 「夏の旅情サスペンス 京都・隠岐殺人事件」（1998年）
  - 「女子刑務所東三号棟」（1998年）
- シナリオ登竜門大賞 右向け!左（1997年、日本テレビ）
- 日本テレビ開局45年記念ドラマ 嫁とり婿とり大騒動（1998年、日本テレビ）
- 北海の嵐 6-A（1998年、北海道テレビ放送）
- 走れ公務員!（1998年、フジテレビ）
- ズッコケ三人組（1999年、NHK教育）
- 金曜エンタテイメント（フジテレビ）
  - 「音の犯罪捜査官・響奈津子3」（1999年8月13日） - 松島葉子 役
  - 「事件調査員 南条真琴 東京〜隠岐 摩天崖殺人事件」（2005年2月25日） - 南条妙子 役
- 痛快!三匹のご隠居（1999年、テレビ朝日） - お蝶 役
- 夜逃げ屋本舗1999歳末逃げ納めスペシャル!!（1999年、日本テレビ）
- 南町奉行事件帖 怒れ!求馬II 第14回「妹は可愛い小悪魔」（2000年、TBS/C.A.L） - およし 役
- スタイル! 第3話（2000年、テレビ朝日）
- 新春ドラマスペシャル 菊次郎とさき（2001年、テレビ朝日） - 北野久美子 役
- JUDGE CAFE 第5話（2001年、BS-i）
- 愛は正義 第6話（2001年、テレビ朝日）
- 月曜ミステリー劇場（TBS）
  - 「税務調査官・窓際太郎の事件簿7」（2001年） - 橋田琉美
  - 「万引きGメン・二階堂雪12」（2004年） - 前川環
- 女と愛とミステリー（テレビ東京）
  - 「和泉教授夫妻シリーズ1」（2001年） - 友利郷子 役
  - 「犯罪交渉人ゆり子3」（2004年） - 向井真知子
- 東野圭吾ミステリー「悪意」（2001年、NHK総合） - 牧村京子 役
- D-TODAY「おいしい女たち」（2001年、日本テレビ） - 大鍋レタス 役
- 夏の日の恋〜Summer Time〜（2002年、NHK総合） - 相澤林檎 役
- メッセージ〜言葉が裏切っていく〜 第3話（2003年、読売テレビ）
- 27時間テレビスペシャルドラマ「海のオルゴール」（2003年、フジテレビ）
- 14ヶ月 第8話（2003年 読売テレビ）
- テレビ朝日開局45周年記念ドラマ 流転の王妃・最後の皇弟 （2003年、テレビ朝日） - 嵯峨幹子 役
- ああ探偵事務所 第7話「遊ばれたナース! 白装束女の呪い」（2004年、テレビ朝日） - 木下英子 役
- 世にも奇妙な物語'04秋の特別篇「不幸せをあなたに」（2004年、フジテレビ） - 長尾一美
- ケータイ刑事 銭形零 1stシリーズ 第3話「死の19番ホール 〜ゴルフ場殺人事件〜」（2004年、BS-i）
- 「結婚詐欺殺人事件 信州千曲川殺意の旅情」（2005年、テレビ朝日） - 百々一美 役
- 愛と友情のブギウギ（2005年、NHK総合） - 野々草ミドリ 役
- 刑事部屋〜六本木おかしな捜査班〜 第2話（2005年、テレビ朝日） - 木下牧子 役
- 銭湯の娘!?（2006年、TBS） - 菜々子 役
- 京都地検の女 第3シリーズ 第2話（2006年、テレビ朝日） - 平沢秋子役
- 黒いバッグの女（2006年、テレビ朝日） - 石倉伸江 役
- 月曜ゴールデン（TBS）
  - 「捜し屋★諸星光介が走る!3」（2007年）
  - 「ご近所探偵・五月野さつき4 旅立ちの代償」（2009年）
  - 「ヤメ判 新堂謙介 殺しの事件簿」（2011年4月4日） - 高部千鶴 役
- 水曜ミステリー9（テレビ東京）
  - 「捜査検事・近松茂道7 -美濃土鈴伝説殺人事件-」（2007年）
  - 「山村美紗サスペンス 看護師・戸田鮎子の推理カルテ」（2012年7月11日） - 川島恵子 役
  - 「葬儀屋松子の事件簿2」（2013年1月23日） - 川口尚子 役
- 陽炎の辻〜居眠り磐音 江戸双紙〜 第3話（2007年、NHK総合） - おとく 役
- 7人の女弁護士 第4話（2008年5月1日、テレビ朝日） - 有田圭子役
- 東京少女瓜生美咲 第2話「目ン玉少女」（2008年9月13日、BS-i） - 諒子 役
- オー!マイ・ガール!! 第5話（2008年11月11日、日本テレビ） - 浅倉ユカリ 役
- 嵐がくれたもの（2009年8月31日 - 10月30日、フジテレビ） - 主演・神崎節子 役
- 科捜研の女 第10シリーズ 第1話（2010年7月8日、テレビ朝日） - 尾形絵利 役
- 告発〜国選弁護人 第4話（2011年2月3日、テレビ朝日） - 遠藤政子 役
- 家族法廷（2011年4月27日 - 6月29日、BS朝日） - 小野寺朋子 役
- 金曜スーパープライム 「ミエルオンナ月子 〜真夏の夜のコワーイ話〜 CASE3『暗闇の車椅子』」（2011年8月26日、日本テレビ） - 皆川小百合 役
- 名探偵コナン 工藤新一への挑戦状 第9話（2011年9月1日、読売テレビ） - 富士丸吉乃 役
- ブルドクター 第10話（2011年9月7日、日本テレビ） - 八代香奈 役
- 京都地検の女 第8シリーズ 第5話（2012年8月16日、テレビ朝日） - 栗原五月 役
- 謎解きはディナーのあとで スペシャル〜風祭警部の事件簿〜（2013年8月2日、フジテレビ） - 児玉琴美 役
- 地の塩（2014年2月16日 - 3月9日、WOWOW） - 米松小枝子 役
- 金曜プレステージ「名探偵 神津恭介 影なき女」（2014年3月14日、フジテレビ） - 杉江千恵子 役
- 仮面ライダー鎧武/ガイム 第41話（2014年8月17日、テレビ朝日） - 王妃 役
- ラスト・ドクター〜監察医アキタの検死報告〜 最終話（2014年9月12日、テレビ東京） - まさみ 役
- 相棒 season13 第6話（2014年11月19日、テレビ朝日） - 棚橋雅代 役
- 沈まぬ太陽（2016年5月8日 - 、WOWOW） - 恩地紀子 役
- 金曜ロードSHOW!「がっぱ先生!」（2016年9月23日、日本テレビ）
- 「狩矢父娘シリーズ　京都～神戸・プロポーズ殺人事件！」（2017年） ‐ 吉元虹
- ソースさんの恋（2017年6月1日 - 7月20日、NHK BSプレミアム） - 吉田朝子
- トットちゃん!（2017年11月3日、テレビ朝日） - 飛竜紅 役
- ヘヤチョウ（2017年） - 森山百合子 役
- 二月の勝者-絶対合格の教室- 第7話（2021年11月27日、日本テレビ）- 石田美枝子 役

### 映画
- 木村家の人びと（1988年） - 木村照美 役
- 千羽づる（1989年） - 山本明子 役
- ジュリエット・ゲーム（1989年） - 岩崎麻衣子 役
- おもひでぽろぽろ（1991年） - 声の出演
- 青空に一番近い場所（1994年） - 真面目そうな女子生徒 役
- チンパオ 陳宝的故事（1999年） - 相沢静香 役[14]
- 郡上一揆（2000年） - かよ 役
- 新しい風 若き日の依田勉三（2004年） - 渡辺カネ 役
- 難波金融伝・ミナミの帝王「銀次郎vs夜逃げ屋」Vシネマ（2006年） - 探偵の美咲 役
- 間宮兄弟（2006年） - 安西美代子 役

### 舞台
- 「アニー」青山劇場（1989年） - 主演・アニー 役
- 「ジプシー」新宿厚生年金会館他（1991年） - ジューン 役
- 「野田秀樹の真夏の夜の夢」日生劇場（1992年） - パック 役
- 「愛と胡瓜」三越劇場（1992年） - 村上麻里 役
- 「フォーティンブラス」天王洲T.Y.ハーバーシアター（1992年） - オフィーリア 役
- 「ロマンス2」福岡西鉄ホール・大阪シアタードラマシティ（2002年）
- 「谺、来る」明治座（2004年）
- 劇団たいしゅう小説家「コトブキ!!」東京芸術劇場小ホール2（2005年4月24日 - 5月2日）
- ミュージカル「ピーターパン」東京国際フォーラム他（2005年・2006年） - ウェンディ 役
- 「燕のいる駅」東京グローブ座・大阪厚生年金会館芸術ホール（2005年）
- 「ROPE 〜ロープ〜」大阪ワッハ上方ワッハホール（2006年）
- 「おふくろさん万才!!」名鉄ホール（2006年）
- 「妻をめとらば〜晶子と鉄幹〜」明治座（2007年）

### バラエティ
- 世界ウルルン滞在記（毎日放送）
- 拝啓!!刑事プリ夫様（1998年、日本テレビ）
- NHKプロ野球70周年記念特別企画（NHK BS1） - キャスター
- 人気者でいこう!（朝日放送）
- 月うさぎ恋わずらい（2001年5月-2002年3月、BS-i） - MC
- HAMASHO（読売テレビ） - ナレーション
- 日本史サスペンス劇場（日本テレビ） - お初→常高院 役
- 歌謡チャリティーコンサート（2004年5月、NHK総合） - 司会
- ネプリーグ (2006年12月3日、フジテレビ)
- いい旅・夢気分（2011年、テレビ東京）
- 私の何がイケないの?（2015年9月7日、TBS）
- 火曜サプライズ（2017年12月12日、日本テレビ） - ウエンツ瑛士と堤真一の森下ロケに飛び入り参加。

### 教養番組ほか
- 趣味悠々「石飛博光のたのしい暮らしの書道」（NHK教育） - 生徒 役
- その時 歴史が動いた「大奥 華にも意地あり 〜江戸城無血開城 天璋院篤姫〜」（2007年、NHK総合） - 天璋院篤姫 役
- 岩崎ひろみの長崎・壱岐島めぐり〜大自然と美食の旅〜（旅チャンネル）
- もう一度逢いたい！日本人が愛した女優伝説（2009年12月11日、テレビ東京） - 女優・太地喜和子 役
- 将棋フォーカス（2012年4月 - 2015年3月　NHK教育） - 進行 役
- 新春お好み将棋対局 2013指し初め 将棋講座対抗ペアマッチ（2013年1月2日、NHK教育） - 司会 役

### CM
- 千葉県知事選挙（ポスターモデル）
- 茨城県信用金庫（ポスターモデル）
- 新星和不動産コマーシャル（関西地区ローカル）
- Doパワー（SUNSTAR）

### ビデオ
- DiGi mation 4 天外魔境 電々の伝 電脳電撃カブキ伝（1993年、ハドソン） - 阿国 役

### ラジオ
- BAY MORNING GLORY（2006年 - 2009年、bayfm） - 2006年から安達祐実の後任として毎週日曜8:00 - 8:55担当。
- はなわと岩崎ひろみの「ON AIR もっち～ラジオ」（2023年5月 - 2024年12月、エフエム世田谷） - はなわと共演

### ゲーム
- the FEAR（2001年、エニックス） - 加納涼子 役（実写）